# Campionato mondiale maschile di hockey su pista San Juan 1970
Il Campionato del Mondo 1970 è stata la 19ª edizione del campionato del mondo di hockey su pista; la manifestazione è stata disputata in Argentina a San Juan dal 22 aprile al 3 maggio 1970.

La competizione fu organizzata dalla Fédération Internationale de Roller Sports.

Il torneo è stato vinto dalla nazionale spagnola per la 6ª volta nella sua storia.

## Città ospitanti e impianti sportivi
| CITTÀ    | IMPIANTO       | CAPIENZA |
| San Juan | Parque de Maio | ?        |

## Svolgimento del torneo

### Risultati
| San Juan 1970 | Argentina | 4 – 1 | Brasile | Parque de Maio |

| San Juan 1970 | Argentina | 2 – 4 | Cile | Parque de Maio |

| San Juan 1970 | Argentina | 13 – 1 | Francia | Parque de Maio |

| San Juan 1970 | Argentina | 2 – 1 | Germania Ovest | Parque de Maio |

| San Juan 1970 | Argentina | 18 – 1 | Giappone | Parque de Maio |

| San Juan 1970 | Argentina | 2 – 2 | Italia | Parque de Maio |

| San Juan 1970 | Argentina | 5 – 2 | Paesi Bassi | Parque de Maio |

| San Juan 1970 | Argentina | 2 – 2 | Portogallo | Parque de Maio |

| San Juan 1970 | Argentina | 2 – 6 | Spagna | Parque de Maio |

| San Juan 1970 | Argentina | 5 – 2 | Stati Uniti | Parque de Maio |

| San Juan 1970 | Brasile | 1 – 1 | Cile | Parque de Maio |

| San Juan 1970 | Brasile | 7 – 6 | Francia | Parque de Maio |

| San Juan 1970 | Brasile | 5 – 3 | Germania Ovest | Parque de Maio |

| San Juan 1970 | Brasile | 13 – 1 | Giappone | Parque de Maio |

| San Juan 1970 | Brasile | 2 – 3 | Italia | Parque de Maio |

| San Juan 1970 | Brasile | 12 – 0 | Paesi Bassi | Parque de Maio |

| San Juan 1970 | Brasile | 6 – 7 | Portogallo | Parque de Maio |

| San Juan 1970 | Brasile | 6 – 12 | Spagna | Parque de Maio |

| San Juan 1970 | Brasile | 7 – 3 | Stati Uniti | Parque de Maio |

| San Juan 1970 | Cile | 7 – 2 | Francia | Parque de Maio |

| San Juan 1970 | Cile | 9 – 2 | Giappone | Parque de Maio |

| San Juan 1970 | Cile | 2 – 3 | Italia | Parque de Maio |

| San Juan 1970 | Cile | 6 – 7 | Paesi Bassi | Parque de Maio |

| San Juan 1970 | Cile | 3 – 5 | Portogallo | Parque de Maio |

| San Juan 1970 | Cile                 | 1 – 7 | Spagna | Parque de Maio\| Arbitro: \| Frederico Peyssoneau \| |
| Arbitro:      | Frederico Peyssoneau |       |        |                                                      |

| San Juan 1970 | Cile | 9 – 1 | Stati Uniti | Parque de Maio |

| San Juan 1970 | Francia | 8 – 7 | Germania Ovest | Parque de Maio |

| San Juan 1970 | Francia | 4 – 6 | Italia | Parque de Maio |

| San Juan 1970 | Francia | 6 – 5 | Paesi Bassi | Parque de Maio |

| San Juan 1970 | Francia | 2 – 6 | Portogallo | Parque de Maio |

| San Juan 1970 | Francia | 2 – 13 | Spagna | Parque de Maio |

| San Juan 1970 | Francia | 8 – 2 | Stati Uniti | Parque de Maio |

| San Juan 1970 | Germania Ovest | 8 – 4 | Giappone | Parque de Maio |

| San Juan 1970 | Germania Ovest | 3 – 4 | Italia | Parque de Maio |

| San Juan 1970 | Germania Ovest | 5 – 3 | Paesi Bassi | Parque de Maio |

| San Juan 1970 | Germania Ovest | 1 – 3 | Portogallo | Parque de Maio |

| San Juan 1970 | Germania Ovest | 2 – 7 | Spagna | Parque de Maio |

| San Juan 1970 | Germania Ovest | 6 – 4 | Stati Uniti | Parque de Maio |

| San Juan 1970 | Giappone | 3 – 10 | Italia | Parque de Maio |

| San Juan 1970 | Giappone | 2 – 7 | Paesi Bassi | Parque de Maio |

| San Juan 1970 | Giappone | 0 – 14 | Portogallo | Parque de Maio |

| San Juan 1970 | Giappone | 1 – 7 | Spagna | Parque de Maio |

| San Juan 1970 | Giappone | 8 – 9 | Stati Uniti | Parque de Maio |

| San Juan 1970 | Italia | 7 – 4 | Paesi Bassi | Parque de Maio |

| San Juan 1970 | Italia | 2 – 5 | Portogallo | Parque de Maio |

| San Juan 1970 | Italia | 0 – 7 | Spagna | Parque de Maio |

| San Juan 1970 | Italia | 4 – 1 | Stati Uniti | Parque de Maio |

| San Juan 1970 | Paesi Bassi | 2 – 12 | Portogallo | Parque de Maio |

| San Juan 1970 | Paesi Bassi | 3 – 10 | Spagna | Parque de Maio |

| San Juan 1970 | Paesi Bassi | 8 – 1 | Stati Uniti | Parque de Maio |

| San Juan 1970 | Portogallo | 2 – 3 | Spagna | Parque de Maio |

| San Juan 1970 | Portogallo | 7 – 3 | Stati Uniti | Parque de Maio |

| San Juan 1970 | Spagna | 8 – 0 | Stati Uniti | Parque de Maio |

### Classifica
|     | Squadra        | PT | G  | V  | N | P  | GF | GS  | Diff. |
| --- | -------------- | -- | -- | -- | - | -- | -- | --- | ----- |
| 1.  | Spagna         | 20 | 10 | 10 | 0 | 0  | 90 | 19  | +71   |
| 2.  | Portogallo     | 17 | 10 | 8  | 1 | 1  | 63 | 24  | +39   |
| 3.  | Italia         | 15 | 10 | 7  | 1 | 2  | 41 | 33  | +8    |
| 4.  | Argentina      | 14 | 10 | 6  | 2 | 2  | 55 | 22  | +33   |
| 5.  | Brasile        | 11 | 10 | 5  | 1 | 4  | 61 | 41  | +20   |
| 6.  | Francia        | 10 | 10 | 5  | 0 | 5  | 57 | 67  | -10   |
| 7.  | Cile           | 9  | 10 | 4  | 1 | 5  | 45 | 40  | +5    |
| 8.  | Germania Ovest | 6  | 10 | 3  | 0 | 7  | 41 | 48  | -7    |
| 9.  | Paesi Bassi    | 6  | 10 | 3  | 0 | 7  | 41 | 66  | -25   |
| 10. | Stati Uniti    | 2  | 10 | 1  | 0 | 9  | 26 | 70  | -44   |
| 11. | Giappone       | 0  | 10 | 0  | 0 | 10 | 25 | 115 | -90   |

## Campioni
| Campione del Mondo 1970 |
| ----------------------- |
| Spagna 6º titolo        |